# NGC 1097
NGC 1097 (również PGC 10488) – galaktyka spiralna z poprzeczką (SBb) w gwiazdozbiorze Pieca odległa o około 45 milionów lat świetlnych od Ziemi. Została odkryta 9 października 1790 przez Williama Herschela. Jest zaliczana do galaktyk Seyferta.
W centrum znajduje się supermasywna czarna dziura, jest też widoczny jasny pierścień. W NGC 1097 zaobserwowano trzy supernowe – SN 1992bd, SN 1999eu i SN 2003B.
Galaktyka ma dwa satelity – karłowate galaktyki NGC 1097A (większa) i NGC 1097B. Para galaktyk NGC 1097 i NGC 1097A stanowi obiekt Arp 77 w Atlasie Osobliwych Galaktyk.

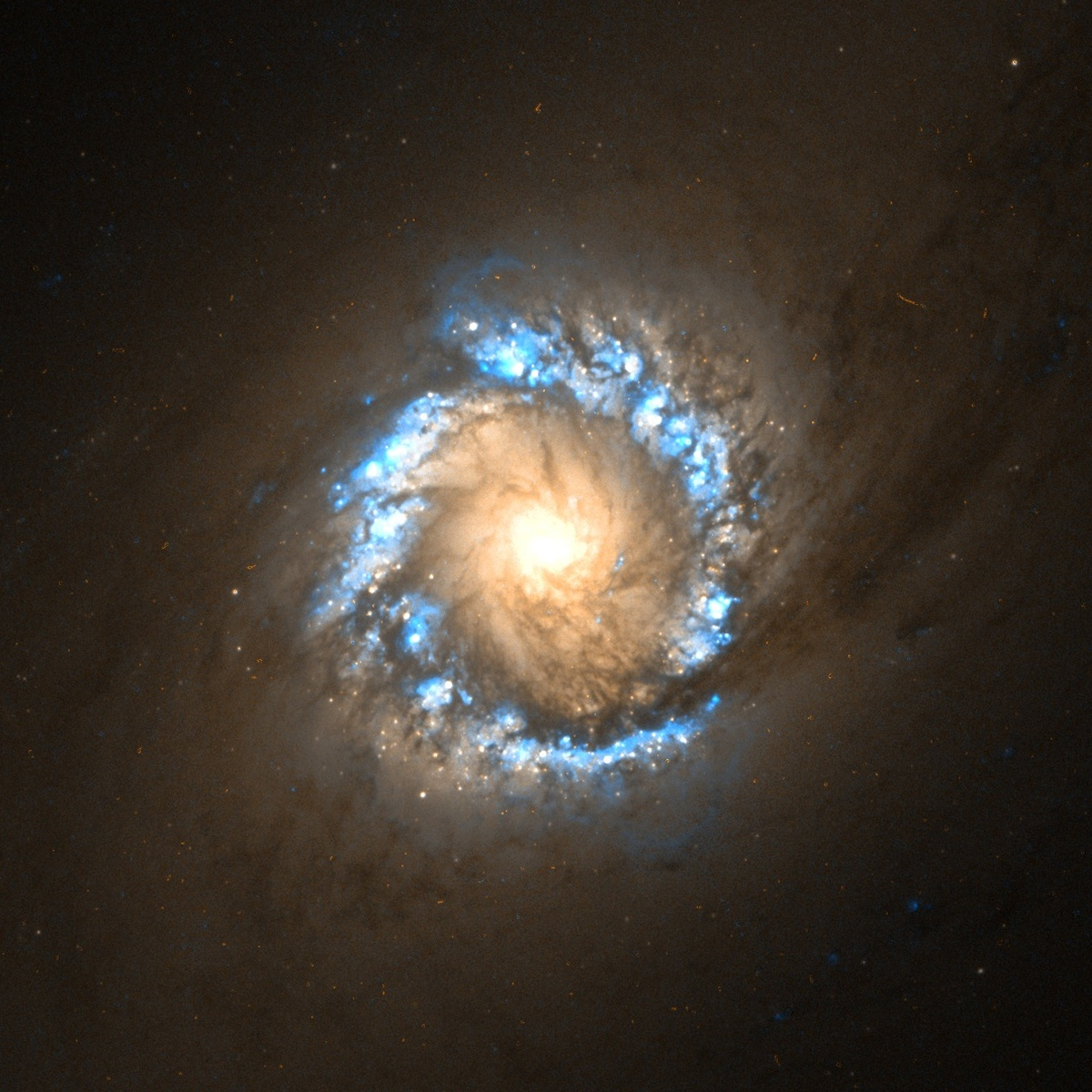
Pierścień w centrum NGC 1097 (HST)
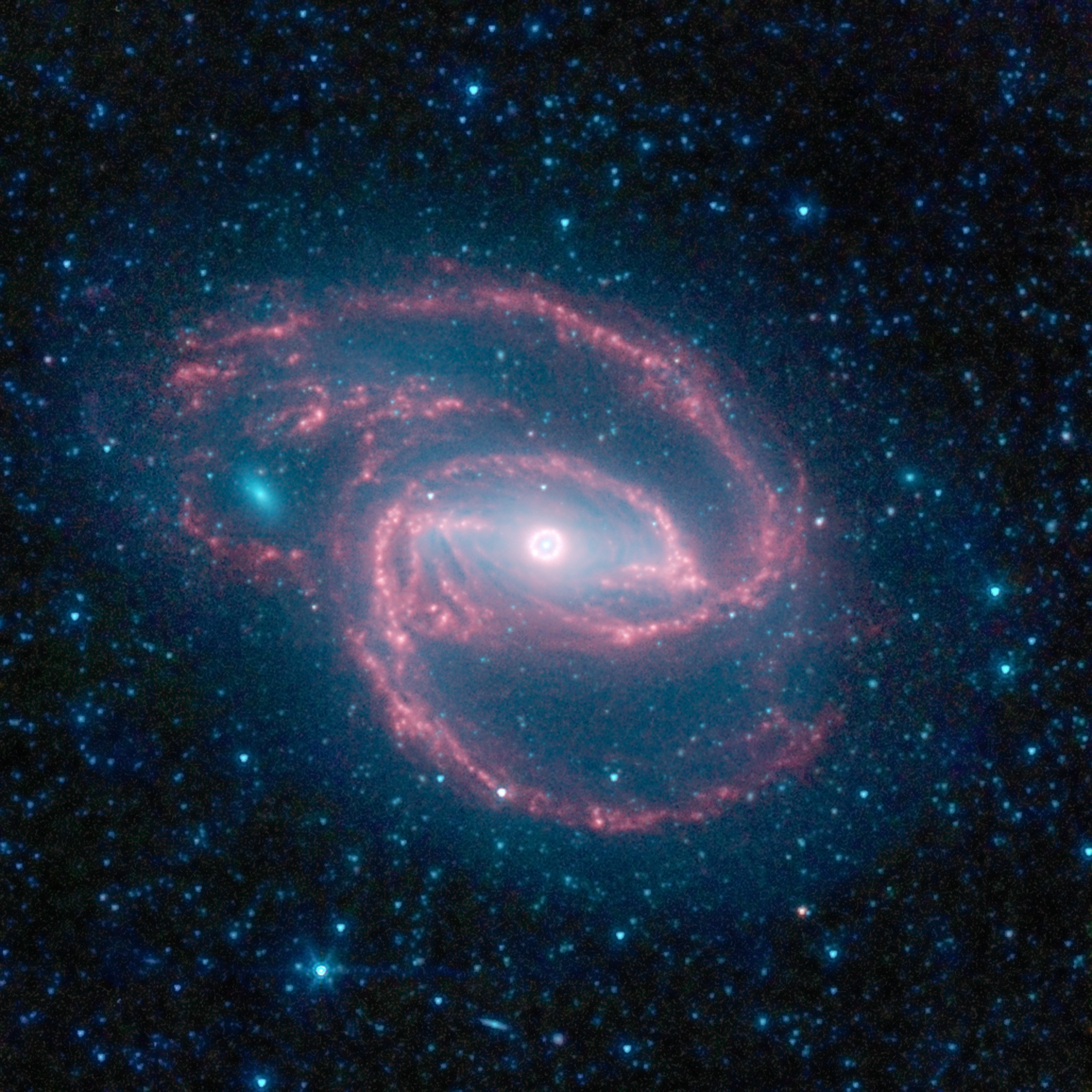
Zdjęcie z Kosmicznego Teleskopu Spitzera